# Resolució 101 del Consell de Seguretat de les Nacions Unides
La Resolució 101 del Consell de Seguretat de les Nacions Unides, aprovada el 24 de novembre de 1953, observant els informes de l'Organisme de les Nacions Unides per la Vigilància de la Treva a Palestina, el Consell va trobar que l'acció de represàlia presa per les forces israelianes a Qibya el 14 i 15 d'octubre i totes aquestes accions constitueixen un violació de les disposicions d'alto el foc de la Resolució 54 del Consell de Seguretat de les Nacions Unides i són incompatibles amb les obligacions de les parts en virtut de l'Acord General d'Armistici entre Israel i Jordània, així com la Carta de les Nacions Unides. El Consell va expressar la més forta censura possible d'aquesta acció i va prendre nota de les evidències substancials de creuaments de la línia de demarcació per part de persones no autoritzades. A continuació, el Consell va demanar als governs israelià i jordà que cooperessin entre si i demanessin que el cap de gabinet del TSO informe en tres mesos amb recomanacions.
La resolució va ser aprovada per nou vots a cap; Líban i la Unió Soviètica es van abstenir.